# Caudron P.V. 200
Il Caudron P.V. 200 fu un idrovolante monoplano francese da turismo, caratterizzato dalla formula ad anfibio, cioè dotato sia di galleggianti che di carrello di atterraggio su ruote, rimasto allo stato di prototipo.

## Storia del progetto
All'inizio degli anni trenta del XX secolo il pilota automobilistico Pierre de Viscaya, vincitore di numerose gare, che praticava a tempo perso l'aviazione da turismo, chiese al costruttore aeronautico René Caudron di realizzate per lui un aereo anfibio che corrispondesse alla proprie esigenze. Il nuovo velivolo, designato PV200, fu progettato direttamente da de Viscaya, che era anche ingegnere e la licenza di costruzione fu acquistata da Caudron. Il prototipo fu realizzato presso la Société des avions Caudron sotto la direzione del nuovo capo progettista Marcel Riffard. L'aereo era un anfibio, monoplano, biposto, di costruzione interamente metallica, il cui prototipo venne presentato al 13º Salone internazionale dell'aeronautica di Le Bourget che si teneva dal 18 novembre al 4 dicembre 1932. La morte di de Vizcaya, avvenuta per incidente automobilistico il 13 luglio 1933, pose fine al programma di sviluppo in quanto il velivolo non suscitò alcun interesse commerciale.

## Descrizione tecnica

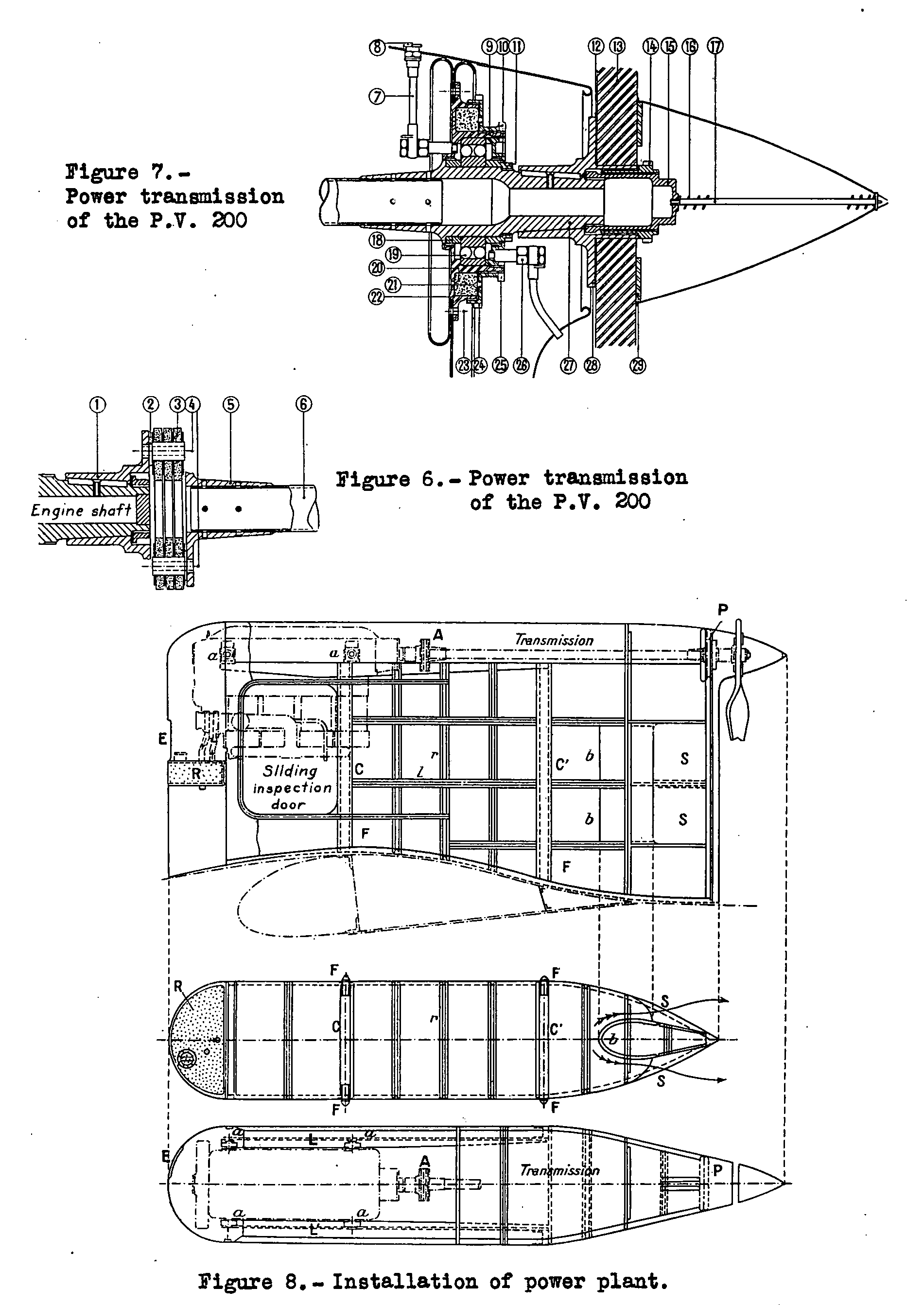
Caudron PV200 dettaglio disegno da NACA-AC-176.

Idrovolante anfibio, monoplano ad ala alta, monomotore, biposto, di costruzione interamente metallica a rivestimento lavorante realizzato in alluminio. L'ala disponeva di due longheroni in duralluminio, ed era suddivisa in tre parti ognuna delle quali disponeva di un cassone centrale. 
Il piano alare centrale a profilo costante, della larghezza di 1,80 m, era incastrato nella fusoliera e supportava superiormente il castello motore e inferiormente gli attacchi dei due galleggianti. Le due semiali esterne erano ripiegabili tramite un sistema di cerniere. La fusoliera era costituita da quattro parti, studiate per consentire il massimo confort ai due membri dell'equipaggio. La sua sezione era rettangolare. L'accesso alla cabina di pilotaggio avveniva tramite due porte vetrate, una per lato, salendo sui galleggianti. La loro apertura rapida permetteva il lancio con il paracadute in caso di emergenza. La visibilità era assicurata tramite una vetrata in vetro "Triplex" sul davanti, sui lati e superiormente alla cabina di pilotaggio.
Il motore era un Renault Bengali 4Pei a 4 cilindri in linea, erogante la potenza di 120 CV azionava un'elica bipala. Esso era installato sulla parte anteriore della carenatura fissa posta sopra l'ala, al suo centro. La trasmissione a distanza del movimento dell'elica avveniva tramite un albero della lunghezza di 1,24 m. L'avviamento del propulsore avveniva tramite una manovella. La capacità carburante era pari a 62 litri. Il rapporto peso:potenza era di 9,3 kg/CV (8,50 kg/CV al peso massimo), mentre la velocità di stallo era di 80 km/h. Il carrello di atterraggio era montato su forcelle e disponeva di ammortizzatori oleopneumatici. Per l'uso terrestre le ruote fuoriuscivano dal galleggiante, mentre il ritiro al loro interno avveniva con un volante che azionava pignoni e viti senza fine. Ciascuno dei galleggianti era suddiviso in sette compartimenti stagni.

### Fonti
1. 1 2  Уголок неба.
2. 1 2  Cony 2002, p. 24.
3. 1 2 3 4 5 6 7  Cony 2002, p. 25.
4. 1 2 3 4 5 6 7 8 9 10 11 12 13 14  Cony 2002, p. 26.